# 任弘震
任弘震（？—17世紀），字澹公，號雪柯，湖廣武昌府嘉魚縣人，明朝、南明政治人物。

## 生平
任弘震年幼就已經很聰明，四歲擅長對聯，八歲寫下「殘雪休矜艷，看君和鼎時。」的詠梅詩；縣令龐某出題考他，說：「這孩子進步神速。」於是他專心應付科舉，涉獵詩歌辭賦。十六歲時補為廩生，和金聲、熊開元同屬葛寅亮門生。
崇禎三年（1630年）任弘震中舉人，曾任武岡學正，到十三年（1640年）成進士，獲授戶部浙江司主事，任內政績超卓，後繼者跟隨他的學行做事；弘光年間他和葛遇朝、張弘弼、吳國斗、雍鳴鸞、趙明遠、許承欽、區志遠、秦堈、夏時泰、曹璣、陸禹思、張大章、何應璜、方岳朝、周憲申、蔡元宸、陳宗大、趙翼心、盛黃、周伯瑞、張永禧、劉世斗、侯鼎鉉、傅如湯、張鼎隅、趙悅心、章甫、徐懋賢、倪元善共事，陞為山東司郎中，很快和兒子任喬年辭官隱居。他的文章切中時事，能表達古人意思，不易理解，地方依賴他士振興文風。

## 引用
1. 1 2  錢海岳《南明史·卷三十一·列傳第七》：（弘光）時戶部司官先後可紀者，為葛遇朝、張弘弼、吳國斗、雍鳴鸞、趙明遠、許承欽、任弘震、區志遠、秦堈、夏時泰、曹璣、陸禹思、張大章、何應璜、方岳朝、周憲申、蔡元宸、陳宗大、趙翼心、盛黃、周伯瑞、張永禧、劉世斗、侯鼎鉉、傅如湯、張鼎隅、趙悅心、王際泰、章甫、徐懋賢、倪元善。……弘震，字澹公，嘉魚人。崇禎十三年進士。浙江司主事、山東司郎中。子喬年，崇禎三年舉於鄉，偕隱。
2. ↑  同治《嘉魚縣志·卷四·人物》：任宏震，字澹公，號雪柯。早聰慧，四歲即善屬對，八歲詠梅，見志有「殘雪休矜艷，看君和鼎時。」之句。邑令龐公試以文，曰：「是兒瞬息可致千里。」遂肆力為制舉，義及聲歌詩賦。年十六，補諸生旋首拔食餼，與金正希、熊魚山皆為葛屺蟾門下士。
3. ↑  同治《嘉魚縣志·卷三·選舉》：任宏震 崇禎庚午科舉人，登庚辰魏藻德榜進士，有傳
4. ↑  同治《嘉魚縣志·卷四·人物》：後屢困於場屋，崇禎庚午始與長子喬年同列賢書。庚辰成進士，授戶部主事，政績卓然，後之重公者卒以學行恭其政事。其為文闢盡時蹊，直窺古人堂奧，淺學之士或不能句然，當時文風士習賴以振起其衰。